# Pedro Verde (Granada)
Pedro Verde es una localidad y pedanía española perteneciente al municipio de Las Gabias, en la provincia de Granada, comunidad autónoma de Andalucía. Está situada en la parte centro-sur de la comarca de la Vega de Granada. Cerca de esta localidad se encuentran los núcleos de Gabia Grande, Gabia Chica, Los Llanos, Churriana de la Vega, Alhendín, Híjar y Cúllar Vega.

## Historia
Pedro Verde es una zona residencial junto al Granada Club de Golf formada por viviendas unifamiliares cuyas primeras construcciones se iniciaron en el año 2000 en terrenos que antiguamente pertenecieron al término de Gabia Chica. En 1973 dicho municipio se fusionó con Gabia Grande en uno solo conformando Las Gabias.
Aunque el plan parcial de Pedro Verde se aprobó el 28 de marzo de 1985, no sería hasta comienzos del siglo XXI cuando se empezara a ejecutar. En 2019 el ayuntamiento gabirro se hizo cargo de la entonces entidad urbanística colaboradora (EUC) de Pedro Verde.

## Demografía
Según el Instituto Nacional de Estadística de España, en el año 2024 Pedro Verde contaba con 813 habitantes censados, lo que representa el 3,49% de la población total del municipio.

### Evolución de la población
| Gráfica de evolución demográfica de Pedro Verde entre 2014 y 2024 |
|                                                                   |
| Datos según el nomenclátor publicado por el INE.                  |

## Comunicaciones

### Carreteras
La principal vía de comunicación que transcurre junto a esta localidad es:
| Identificador | Denominación               | Itinerario              |
| ------------- | -------------------------- | ----------------------- |
| GR-3306       | De Gabia Grande a Alhendín | Gabia Grande - Alhendín |

Algunas distancias entre Pedro Verde y otras ciudades:
| Ciudades     | Distancia (km) |
| ------------ | -------------- |
| Gabia Grande | 1              |
| Granada      | 10             |
| Santa Fe     | 13             |
| Jaén         | 103            |
| Almería      | 164            |
| Murcia       | 286            |

## Servicios públicos

### Educación
El único centro educativo que hay en la pedanía, inaugurado en 2015, es:
| Denominación genérica                    | Nombre del centro | Naturaleza | Dirección                 |
| ---------------------------------------- | ----------------- | ---------- | ------------------------- |
| Colegio de educación infantil y primaria | CEIP El Torreón   | Público    | Ps. de las Cardonchas, 10 |